# Palazzo Cecchini

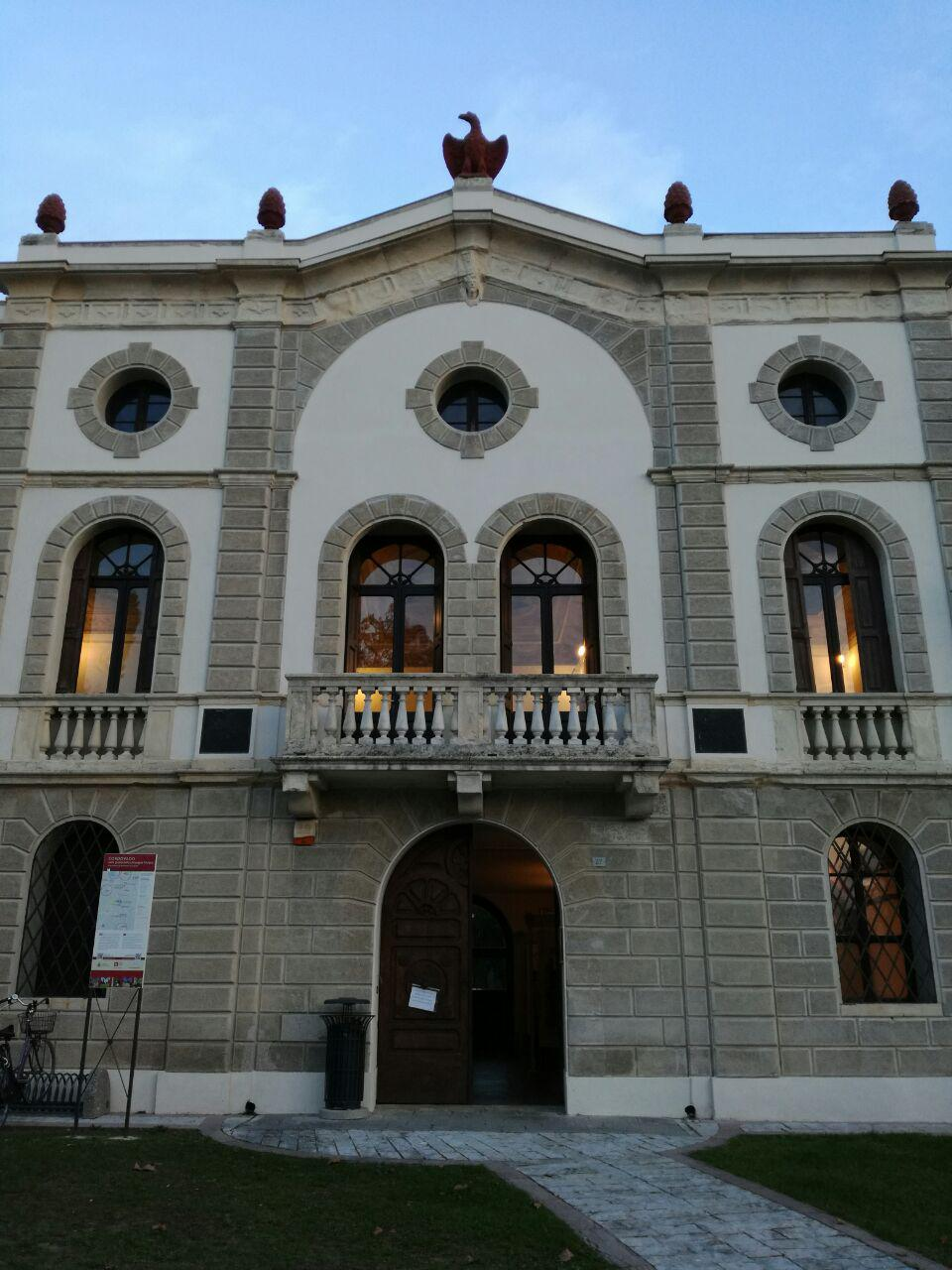
Fassade des Palazzo Cecchini in Cordovado

Der Palazzo Cecchini ist ein Palast aus dem 18. Jahrhundert in Cordovado in der italienischen Region Friaul-Julisch Venetien. In den ersten Jahrzehnten des 18. Jahrhunderts wurde er unter Nutzung einiger bereits existierender Gebäude als Konvent der Dominikaner errichtet, ging dann im 19. Jahrhundert in Privatbesitz über und verdankt seinen heutigen Namen der Eigentümerfamilie. Der Palast liegt an der Piazza Cecchini 27.

## Geschichte

### Die Entscheidung des Bischofs Vallaresso im Jahre 1710
1710 beschloss der Bischof Vallaresso, in Cordovado ein Kloster der Dominikanerpater, praktizierende Mitglieder der Gemeinde des seligen Giacomo Salomonico aus Zattere in Venedig zu gründen. Die Dominikaner ließen sich in den Häusern der Kapläne nieder, die als Konvent (entsprechend den heutigen Palazzi Cecchini und Mainardi) umgebaut wurden. Dort wurden der Schlafsaal, das Refektorium, der Kapitelsaal, die Foresteria (dt.: Fremdenzimmer), Räume zum Waschen und Erhalten der Kleidung, Küchen, eine Speisekammer, einen ersten Kreuzgang und später einen weiteren Kreuzgang im Trakt der Novizen eingerichtet, wobei mehrmals Restaurierungs-, Anpassungs- und Erweiterungsarbeiten durchgeführt wurden (wie z. B. der Bau einer Mauer zur Schließung des Gartens).

### Die Ankunft der Franzosen
1723 wurde die religiöse Gemeinschaft größer und konnte auch über eine gut sortierte und bedeutende Bibliothek verfügen. Mit der Ankunft der Franzosen unter General Bernadotte im Mai 1797 und mit dem Beginn der Gemeinde begann ein zunehmender Niedergang des Konventes: Es gab Truppeneinquartierungen, ein Militärhospital wurde eingerichtet, wertvolle Einrichtungsgegenstände wurden geraubt (z. B. die Möbel aus der Kirche) und ebenso Dokumente von der Gemeinde (von den damaligen Chronisten als „Ginia“ und „Lupi affamati“ (dt.: „Gezücht“ und „hungrige Wölfe“) bezeichnet). So wurde der Konvent durch die Maßnahmen Napoleons unterdrückt und die Dominikanerpater verließen am 6. Oktober 1806 Cordovado für immer. Zwischen 1809 und 1811 wurden die Gebäude von Vincenzo Marzin aufgekauft. Seine Nachkommen verkauften dann 1865 an den Ingenieur Francesco Cecchini den Teil des Palastes, der an das Heiligtum anschloss; dieser ließ die Fassade neu gestalten und darüber hinaus einen inneren Flügel und eine ganze Reihe von Räumlichkeiten errichten (Anfang 1887).

## Francesco Cecchini

### Geschichte und Persönlichkeit
Francesco Cecchini war Eisenbahningenieur und Philanthrop, lebte von 1819 bis 1897, war Sohn eines Arztes und seiner kultivierten Gattin; er studierte erfolgreich an einer Universität – vermutlich in Wien – und legte Examen zuerst im Eisenbahningenieurwesen und anschließend in Mathematik ab. Seine Zeitgenossen beschrieben ihn als „gut gebauten und gutaussehenden Mann, elegant gekleidet, mit dunklen Haaren; Bart und Schnurrbart umrahmten sein quadratisches Gesicht“.
Obwohl Cecchini immer grundlegend mit Cordovado, dem Dorf, in dem er bis zum Ende seiner Tage seine Wohnung nehmen wollte, verbunden blieb, reiste er viel, insbesondere in Österreich-Ungarn. Er verwendete einen Teil seines Familienerbes für diverse Eisenbahntrassierungsprojekte und für die Restaurierung einiger Immobilien in Cordovado, darunter das Heiligtum und das Rathaus. Als moderater Monarchist war er Gemeinderatsmitglied und bekleidete dann 15 Jahre lang das Amt des Dorfbürgermeisters.
Cecchini beschäftigte sich grundlegend mit der Wohltätigkeit der Kirchengemeinde, als dem Pio Istituto Elemosiniere. In einigen seiner typischen testamentarischen Verfügungen ist später seine Verbindung zum Universum der Arbeiter dokumentiert: „(...) meine Aufgabe als Bürgermeister sei immer die des Schutzes der Klassen der Arbeiter, Bauern und Besitzlosen. Sie sollen daher nicht von ungerechten Kommunalsteuern betroffen sein, die ihrer wirtschaftlichen Stellung nicht entsprechen (...)“. Cecchini wollte darüber hinaus den Kleinen und den Kindern nahe sein, bei denen er Offenheit, Einfachheit und Bescheidenheit bewunderte. Er ist dafür bekannt, dass er zu Festzeiten durch die Straßen des Dorfes streifte, um Geld unter den Jüngsten zu verteilen, und ihnen riet, es in Süßigkeiten unterschiedlicher Art oder für das Marionettentheater zu investieren.
Cecchini schaffte es als spezieller Berater der italienischen Eisenbahngesellschaft, dass eine der bedeutendsten Hauptstrecken in Venetien und Friaul, die Bahnstrecke Casarsa–Portogruaro, in der Nähe des Dorfes Cordovado verläuft. Nachdem er für Cordovado eine funktionierende Verbindung mit dem Eisenbahnnetz gesichert hatte, finanzierte er und kümmerte er sich um den Bau eines kleinen Bahnhofes.

### Testament und Erbe
Von bemerkenswerter Bedeutung war das Testament des Ingenieurs Cecchini, auch wegen seines großen Nachlasses zugunsten der Gemeinde Cordovado:

„(...) Ich installiere und benenne als Universalerben aller meiner beweglichen und unbeweglichen Güter jetzt und in der Zukunft die Gemeinde Cordovado, und zwar unter den folgenden Auflagen: Die Gemeinde selbst (...) soll, sobald die Mittel es zulassen, an erster Stelle ein Kinderheim gründen, um dort Jungen und Mädchen unterzubringen, für ihre Erziehung und Ausbildung zu sorgen und darüber hinaus ihnen auch eine Mahlzeit am Tag zu geben, den Ärmsten Kleidung für alle Jahreszeiten (...) an zweiter Stelle soll sie ein landwirtschaftliches Institut oder eine praktische Agrarschule gründen, die den Zweck haben, zu unterrichten und gute Bauern zu formen (...)“

Neben dem Palast und dem moralischen Erbe, das mit dem Namen Cecchini verbunden ist, gibt es für die Bewohner von Cordovado das Gemeindeasyl, das immer noch seinen Namen trägt.

## Beschreibung

### Fassaden

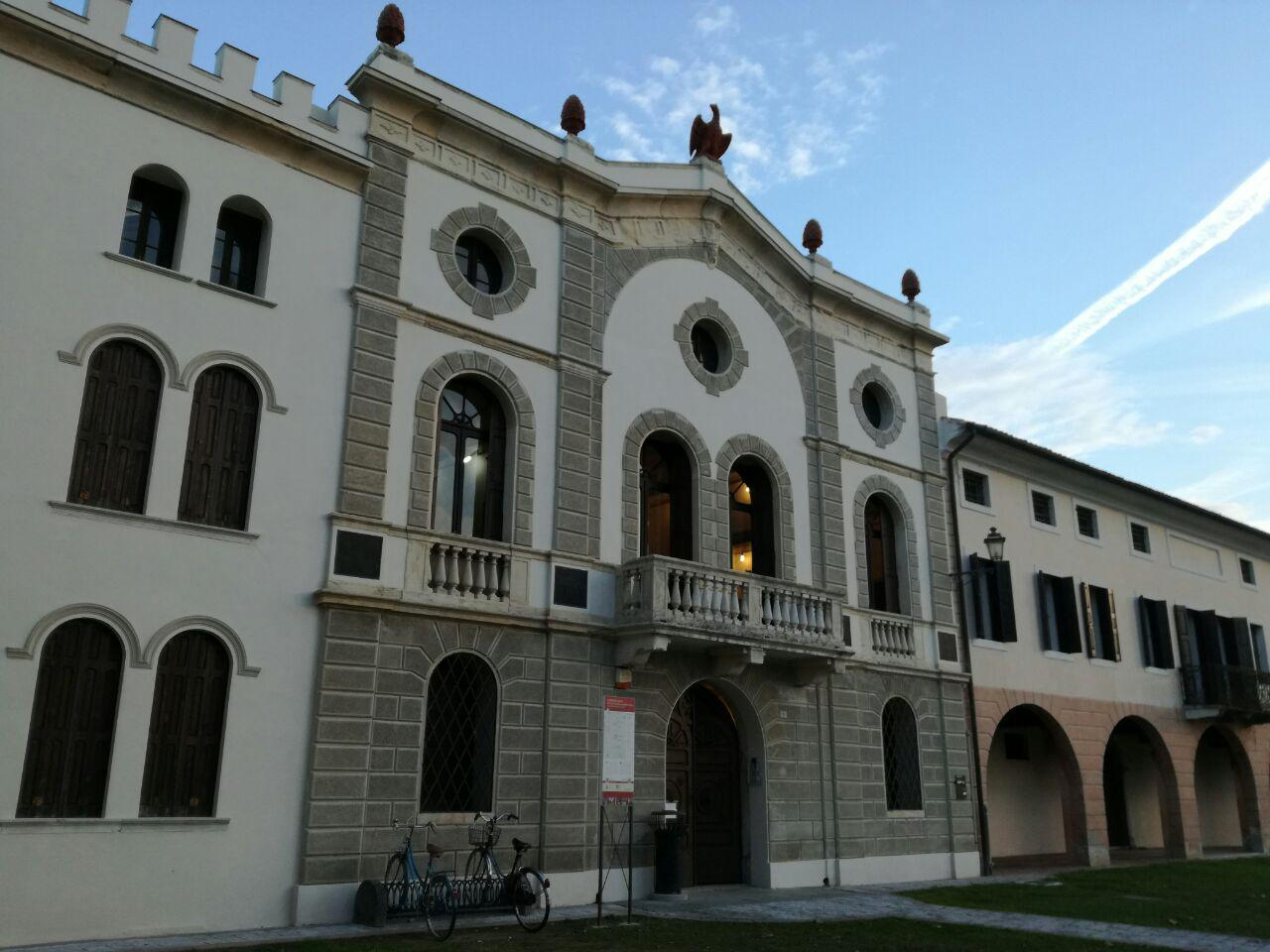
Palazzo Cecchini von außen

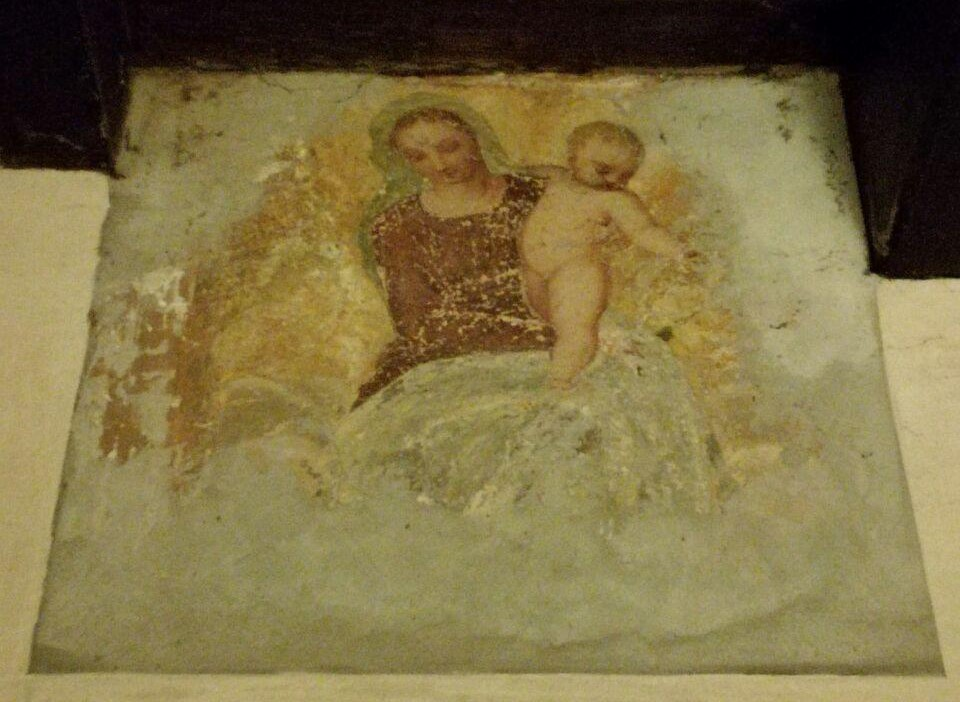
Madonna mit Kind in Gloria (Baldassar d’Anna) in der Vorhalle des Palazzo Cecchini

Der Palazzo Cecchini liegt zwischen dem Heiligtum der Madonna delle Grazie, einem kleinen, barocken Juwel, das 1603 am Erscheinungsort der Madonna in Cordovado errichtet wurde, dem Palazzo Mainardi, dem alten Novizenheim des Konventes, der heute der Diözese gehört und als Oratorium dient. Der gesamte architektonische Komplex, der in einem inspirierenden Szenario inmitten des Grüns der Natur liegt, wurde mehrmals restauriert, wobei die Gebäude genau und funktional erhalten wurden, denen eine kulturelle und touristische Funktion für die Ortsgemeinde neu zugewiesen wurde.
Die mittelalterliche Fassade des Palazzo Cecchini wurde kürzlich einer letzten Restaurierung unterzogen, die insbesondere auf die Erhaltung des Putzes und der Dacheindeckung ausgerichtet war. In den Innenhöfen des Palazzo Cecchini und des Palazzo Mainardi findet man die Dominikanerparks, die durch große Bäume gekennzeichnet sind: Ein 200-Jähriger Trauerschnurbaum, zwei japanische Schnurbäume im Parco Cecchini und ein europäischer Zürgelbaum, der den Parco Mainardi kennzeichnet.
Vor dem Eingang zum Palazzo Cecchini liegt der Piazzale della Madonna, der durch eine Abbildung des alten Spiels Himmel und Hölle in Stein hervorsticht, die unter Leitung des Architekten Mario Liut 1992–1993 aufgestellt wurde. Das Arrangement, das aus rauem, örtlichen Steinen, wie Giglio del Cugnan, Rosso della Secca und dem Stein von Torreano gefertigt wurde, erhielt beim internationalen Wettbewerb Marble Architectural Award in Carrara 1994 den ersten Preis für Stadtmöblierung. Vor dem rechten Flügel des Palazzo Mainardi gibt es dagegen einen kleinen Brunnen, ein Projekt des Architekten Paolo de Rocco, das aus dem Jahr 1922 stammt und damals für die Wasserversorgung der Haushalte von Cordovado sorgte.
Der Gebäudekomplex und besonders der Piazzale della Madonna waren Quellen literarischer Inspiration für den Schriftsteller Ippolito Nievo (1831–1861) aus der Zeit Garibaldis und für Le confessioni d'un italiano (1867).
Diese Orte tauchen im Delirium des Todeskampfes von Bruto Provedoni aus Cordovado auf:

„(...) der Kolonnel Giorgi und der Unteroffizier Provedoni Bruto, die auf der Brücke durch eine Bombe verletzt worden waren, wurden ins Militärhospital transportiert, wo man sie wegen der Schwere ihrer Verletzungen nicht bewegen konnte. Mehr tot als lebendig fand ich sie auf zwei Betten nebeneinander liegen und über ihre Jugendjahre sprechen (...) wie zwei Freunde kurz vor dem Einschlafen (...) – Sie ist neugierig! – flüsterte Alexander – ich fühle mich wie in Brasilien!. – Und ich mich wie in Cordovado am Piazzale della Madonna! – antwortete Bruto.“

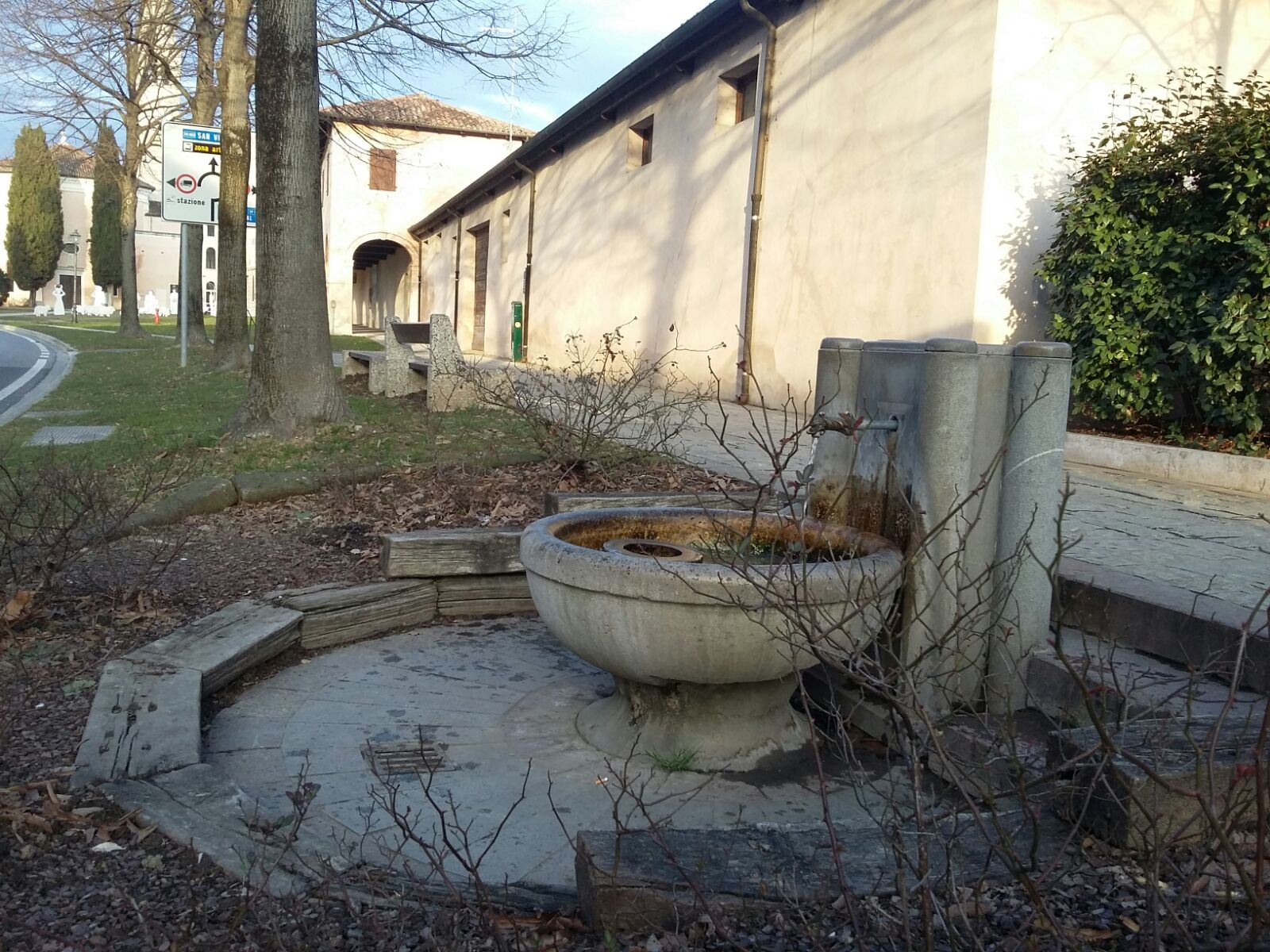
Auch heute noch dient der Brunnen der Wasserversorgung der Haushalte in Cordovado

In der äußeren Vorhalle sind zwei Fresken von besonderem Interesse: Die Madonna mit dem Kind in Gloria von Baldassar d’Anna und der heilige Nikolaus von einem unbekannten Künstler aus dem Friaul des 18. Jahrhunderts.
Auf der Rückseite des Palazzo Cecchini gibt es die sogenannte Arena estiva (dt.: Sommerarena), die auch heute noch für Aufführungen im Freien und Mittelalterfeste genutzt wird.

### Innenräume

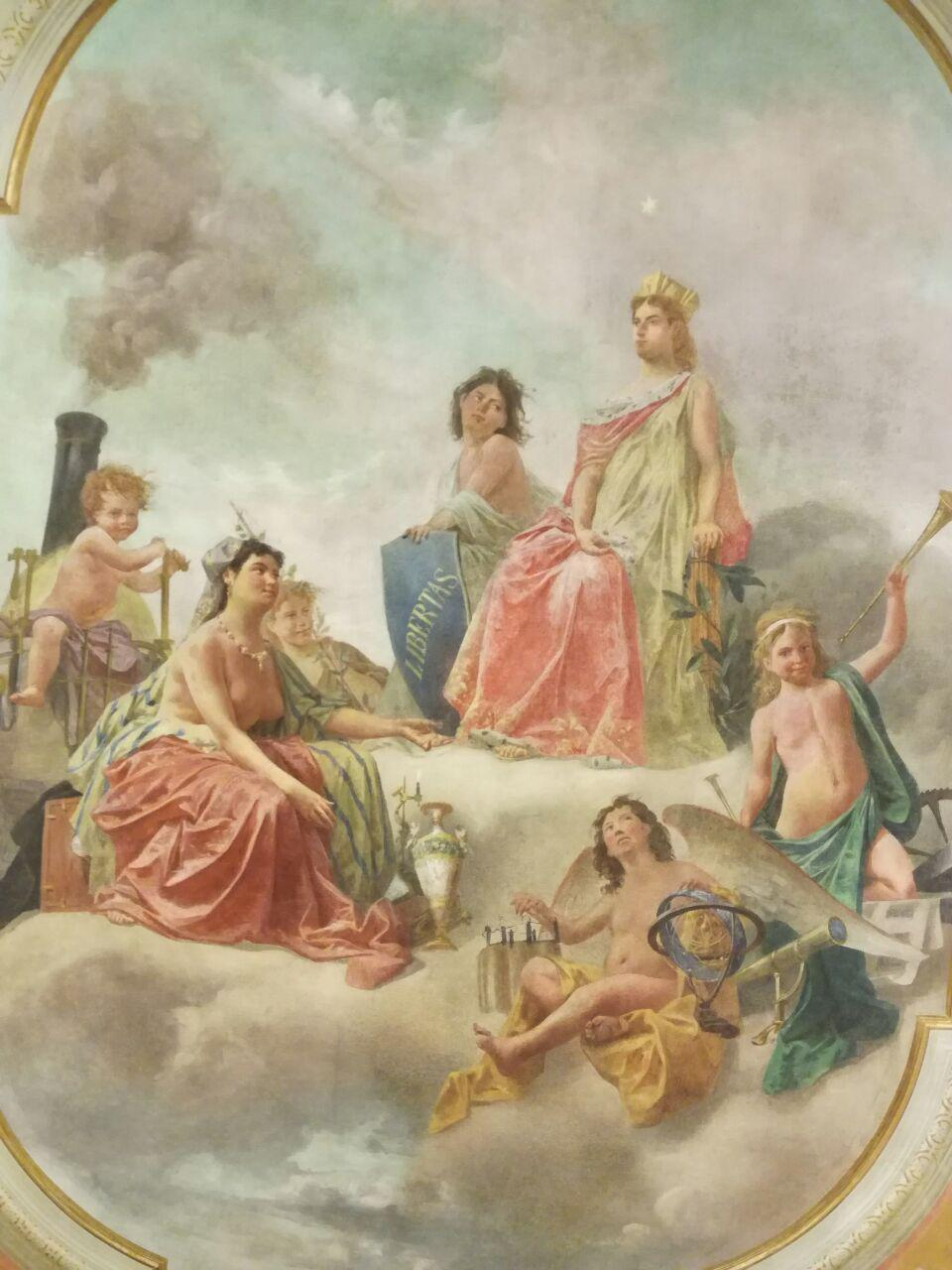
Patriotische Allegorie im Inneren des Palazzo Cecchini

Die Friese an der Decke des Atriums im Inneren des Palastes sind in pompeianischem Stil, einem im 19. Jahrhundert verbreiteten Stil, den auch in anderen Palästen in Venetien und Friaul finden kann, gehalten. Die ornamentalen Motive stellen Elemente tierischen (zoomorphen) oder pflanzlichen (phytomorphen) Ursprungs dar, ob aus der Phantasie oder real. Man bemerkt darüber hinaus falsche Marmornischen, in den weibliche Erscheinungen abgebildet sind. Im zentralen Salon des Gebäudes gibt es die patriotische Allegorie. In diesem Werk kann man in der Mitte die Frau finden, die das Vaterland darstellt, und um sie herum die profanen Götter, Beschützer von Aktivitäten im wirtschaftlichen und kulturellen Bereich. An der Seite gibt es einen Raum, dessen Decke mit blauer Tapesserie bedeckt ist, unter der sich zwei Nokturnen befinden, die in Tempera in einem sechseckigen Rahmen gemalt sind.
Im ersten ist ein Blick auf Venedig dargestellt, man kann Silhouetten von Gondeln auf den Kanälen sehen und Reflexes von Häusern auf dem Wasser. Man kann vermuten, dass dort gerade eine fröhliche Feier stattfindet. Im zweiten Nokturn kann man wiederum Venedig erkennen, aber auf der linken Seite bemerkt man die Ruine eines Bogens, der der Arbeit einen statischen Effekt verleiht. Darüber hinaus kontrastiert er auch mit den Lichtern, der festlichen Atmosphäre und der Menschenmenge auf der rechten Seite.

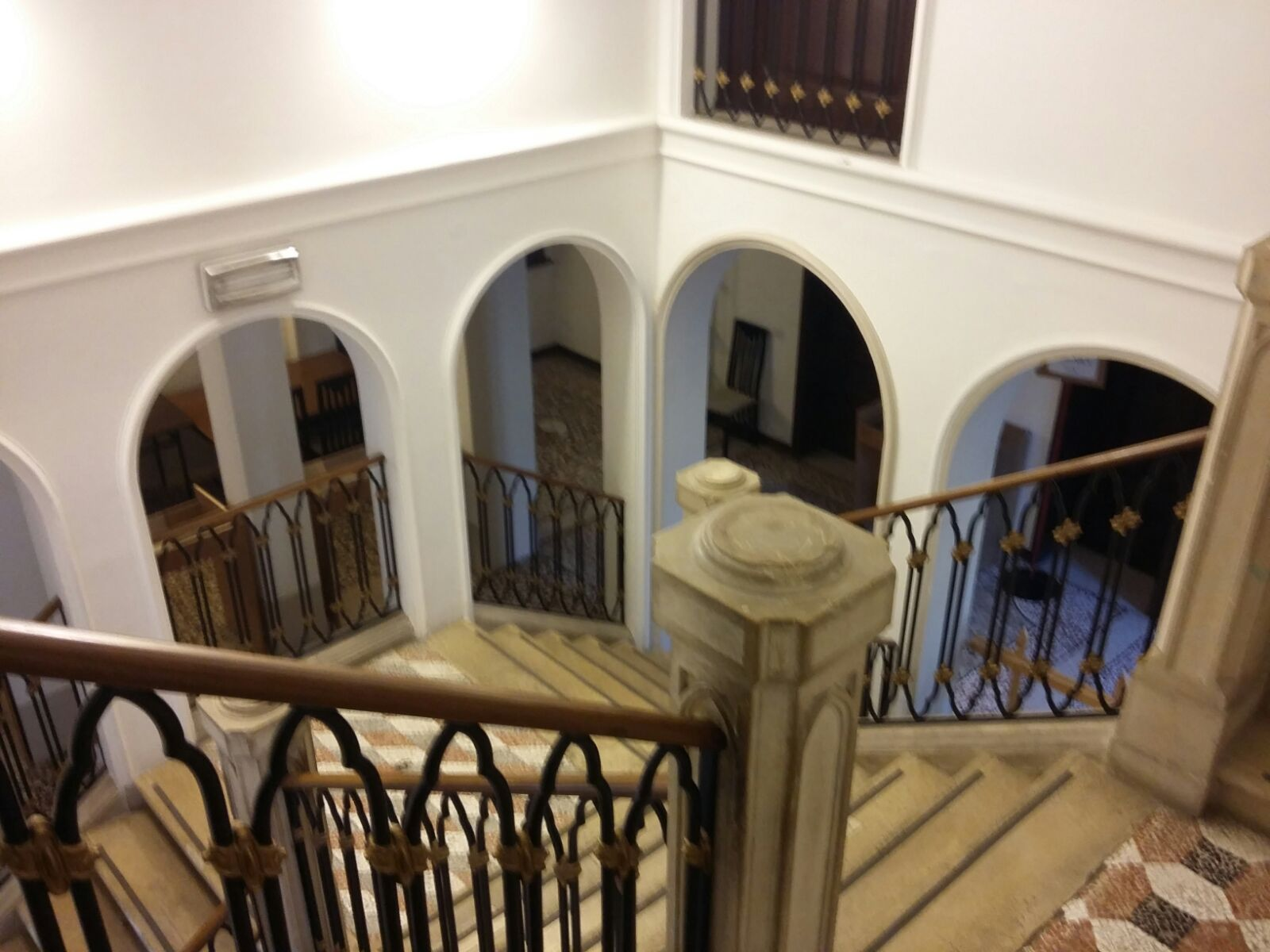
Im Inneren des Palazzo Cecchini

Der Stil dieser beiden Werke erinnert stark an Ippolito Caffi, einen Künstler, der sich besonders an der politischen und patriotischen Front engagierte. Vermutlich war der Meister dieser Werke Caffi besonders nahe, wenn man die Ähnlichkeit im Stil betrachtet, der besonders durch die Anwendung von Licht und Farben gekennzeichnet ist.

## Palazzo Cecchini heute

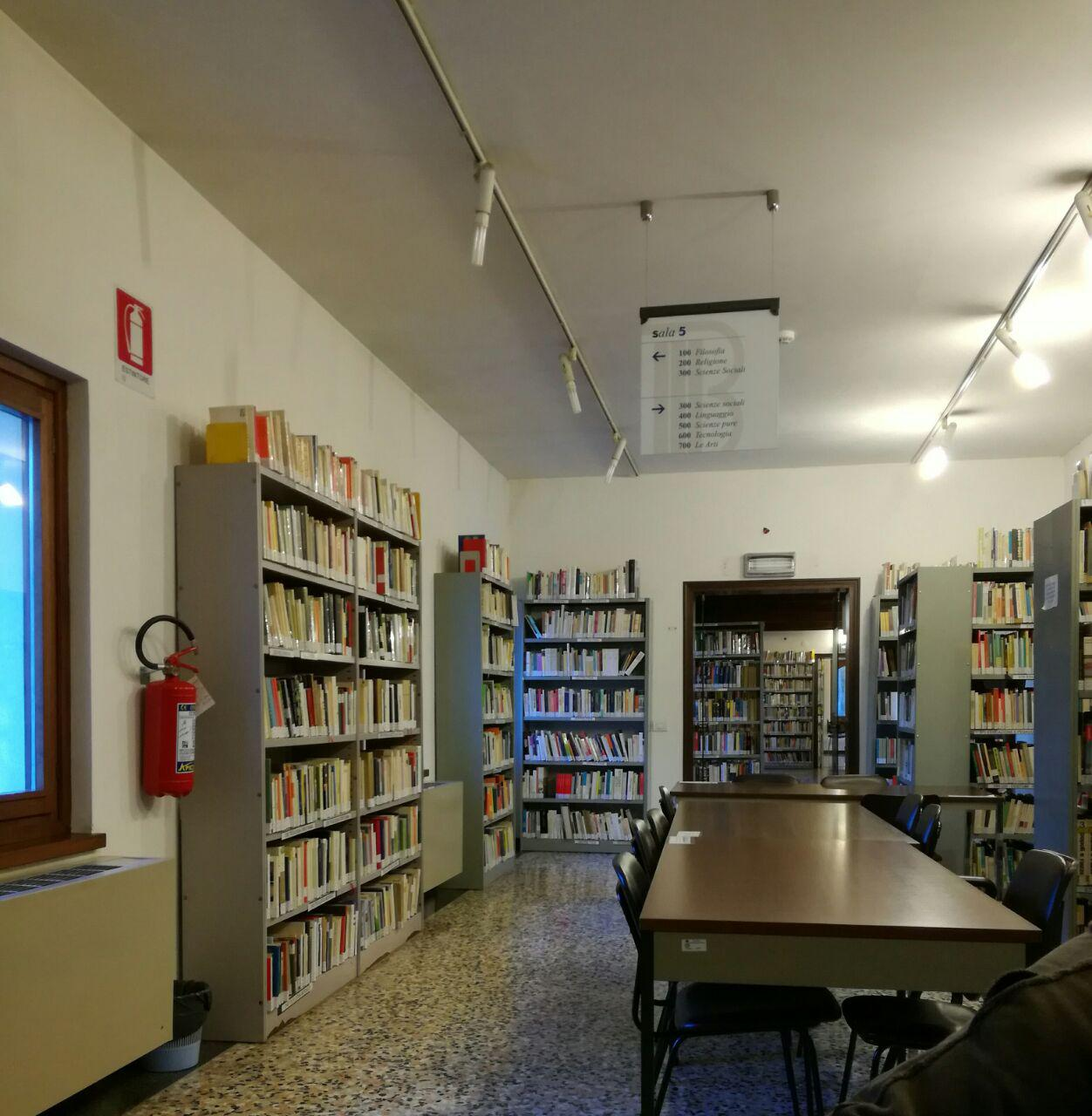
Ein Raum im Palazzo Cecchini, der als Bibliothek und Lesesaal dient

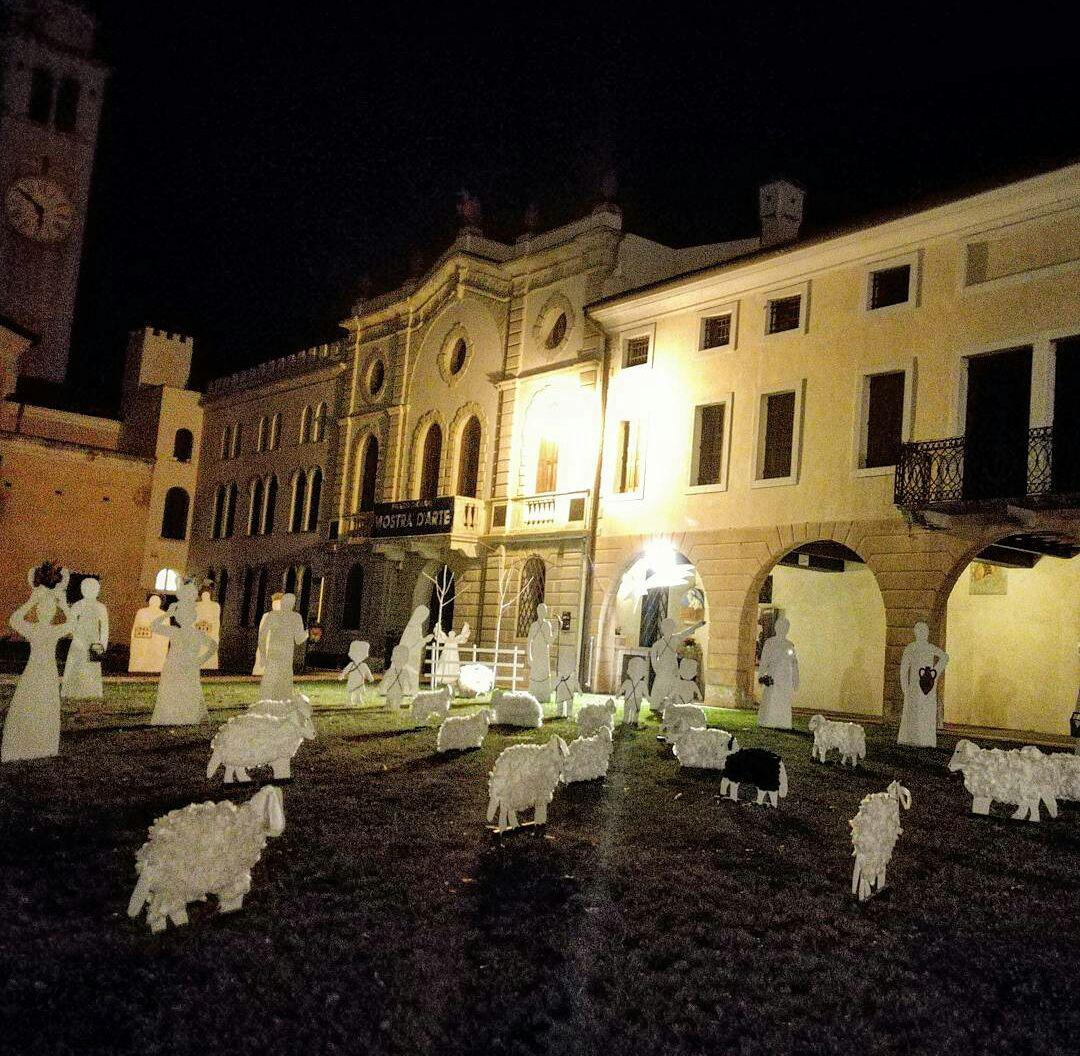
Fassade des Palazzo Cecchini in weihnachtlicher Atmosphäre

Heute finden im Palazzo Cecchini kulturelle und touristische Aktivitäten statt und er wird von der Gemeinde und vom Circolo Culturale „Gino Bozza“ Onlus (einer kulturellen Gesellschaft in Cordovado) verwaltet.
Im Erdgeschoss ist Pro Cordovado untergebracht, ebenso wie ein weiterer Saal, die Diensträume und drei weitere Räume, in denen häufig Ausstellungen, Kurse und Treffen stattfinden.
Im ersten Obergeschoss wurde 1970 auf Initiative der Gemeindeverwaltung die Gemeindebibliothek eingerichtet. Sie wurde nach Gino Bozza benannt, und zwar zu Ehren des herausragenden Wissenschaftlers auf den Gebieten der Ingenieurtechnik, der Physik und der Chemie, Rektor des Polytechnikums Mailand, Mitglied des Consiglio Superiore der Pubblica Istruzione und 12 Jahre lang Assessor der Gemeinde Cordovado. Es ist sehr viel Platz; es gibt dort ein Empfangsatrium, ein Büro, verschiedene Lesesäle, davon einer für Kinder, einer der Region gewidmet, in der Cordovado liegt (Friaul-Julisch Venetien) und einer in Vereinbarung mit der UNICEF. Das literarische Erbe umfasst 28.000 Bände und in der Bibliothek ist auf territorialer und regionaler Ebene geordnet zunächst nach dem Dienstalter der Stiftung, dem Buchkapital, der Art der der Öffentlichkeit angebotenen Dienste und der Verfügbarkeit für die Benutzer. Außer der Bibliothek gibt es noch ein Auditorium mit einer Kapazität von 100 Sitzplätzen.

### Reenactment und Palio dei Rioni
Von relevanter Bedeutung und ein Grund für den Stolz für die Gemeindebevölkerung ist das „Reenactment und Palio dei Rioni“, das von ProLoco von Cordovado in Zusammenarbeit mit den Ortsteilen (bestehend aus den Bewohnern der Hauptstraße), Saccudello (das das Gebiet des Heiligtums der Madonna hin nach Morsano umfasst), Suzzolins (das einen Teil der Provinzstraße nach Teglio Veneto einschließt) und Villa-Belvedere (zu dem die Bewohner des historischen Zentrums und der alten Pfarre gehören) organisiert wird. Diese Veranstaltung wird jedes Jahr in dem Ort am ersten Sonntag im September mit dem Ziel wiederholt, die Vertiefung in die eigene Vergangenheit im geschichtlichen Kontext des Friaul zu fördern. Dies erlaubt, die Wurzeln, die Traditionen, die Kostüme und die Persönlichkeiten wiederzuentdecken, die das Gebiet von Cordovado kennzeichnen. Es ist reich an Unterhaltung, z. B. der Einrichtung eines mittelalterlichen Marktes, Werkstätten alter Handwerke, Fahnenschwingen und Trommelaufführungen, mittelalterlicher Tänze, der Präsentation traditioneller Gerichte und vieler anderer Aktivitäten alten Ursprungs. Insbesondere werden einige Aktivitäten im Inneren des Palazzo Cecchini durchgeführt, wie das Camp der Waffenkompanie der Johanniterritter, das Bogenschießen, Waffenspiele (Labor mit Kindern, mit dem Ziel, dass diese die Waffen kennenlernen, die im Mittelalter verwendet wurden), den Streit um den Palio dei Rioni, also eine bedeutende Aktivität, die die gesamte Veranstaltung lang dauert, in der verschiedene Fraktionen gegeneinander antreten, Feuerspektakel, die Auslieferung des jährlichen Palio an das siegende Gemeindeviertel.